# Saurauia subcordata
Saurauia subcordata är en tvåhjärtbladig växtart som beskrevs av Pieter Willem Korthals. Saurauia subcordata ingår i släktet Saurauia och familjen Actinidiaceae. Inga underarter finns listade i Catalogue of Life.